# Juan Antonio Bibiloni
Juan Antonio Bibiloni (España, 24 de abril de 1860 - Buenos Aires, Argentina, 14 de mayo de 1933) fue un abogado y político argentino de origen español que ejerció como Ministro de Justicia e Instrucción Pública de Argentina en los primeros años del siglo XX, bajo la presidencia de José Figueroa Alcorta. Hijo del pollensín Antoni Bibiloni Ferragut, y madre de origen francés, Luisa Damade, tuvo una hermana, dos años más joven que él, bautizada con el nombre de Carolina María.

## Biografía
Instalado en Buenos Aires desde su primera infancia, se recibió de abogado en 1881 y dedicó los primeros años de su profesión al ejercicio privado de la abogacía y a ser fiscal seccional de Barracas (Buenos Aires). Fue amigo personal de Aristóbulo del Valle y colaboró en muchas de sus iniciativas políticas. En 1893, durante el breve período de Ministro de Guerra de Del Valle, fue auditor de ese Ministerio. Más tarde colaboró con Lucio Vicente López durante el período en que éste fue interventor federal de la Provincia de Buenos Aires.
Alejado por largos años de la política, en que había participado en tiempos especialmente turbulentos, fue nuevamente llamado a ejercer un cargo político por el presidente José Figueroa Alcorta en 1907, cuando lo nombró Ministro de Justicia e Instrucción Pública de la Nación. Durante su mandato intentó modernizar la educación secundaria, y especialmente la universitaria. En ese momento el país contaba con tres universidades, las de Buenos Aires, Córdoba y La Plata, encontrando eco a sus propuestas solamente en esta última. En medio de una crisis política que terminaría con el cierre provisorio del Congreso de la Nación, el ministro Bibiloni presentó su renuncia en enero de 1908.
Se retiró al ejercicio privado de la abogacía y nunca volvió a función pública alguna. Había ejercido la docencia universitaria. En 1910 fue nombrado presidente del Instituto de Altos Estudios Comerciales elegido por Consejo. Biblioteca Digital
En honor a su legado jurídico la calle escolta de la  Facultad de Derecho y Ciencias Sociales de la Universidad de Buenos Aires (UBA), lleva su nombre. Su aporte a nuestro devenir académico fue haber sido autor del anteproyecto de reforma del código civil de 1926. Su monumental análisis del código de Vélez Sarsfield fue publicado en ocho tomos por la editorial “librería jurídica, Valerio Abeledo” en 1931. 
Falleció en Buenos Aires en 1933.